# 巴科勒州
巴科勒州（阿拉伯语：‎）是索馬里南部的一個州，位於朱巴河和謝貝利河之間，北鄰埃塞俄比亞。面積26,962平方公里。首府胡杜爾。